# Доротей Тирновський
Доротей Тирновський — патріарх Тирновський Болгарської православної церкви у 1300 — бл. 1315 р.
Його ім'я відоме лише з середньовічної Синодальної Книги Борила, де він згадується як сьомий Патріарх, голова Православної Церкви з центром у Тирново, столиці Болгарської імперії.
Доротей очолював Тирновську Болгарську церкву під час правління імператора Теодора Святослава (правління 1300—1321), який стратив його попередника, патріарха Йоакима III за звинуваченнями у державній зраді 1300 року.
Наступником Доротея був патріарх Тирновський Роман (бл. 1315 — бл. 1325).